# Árni Sveinsson
Árni Sveinsson, né le 12 février 1956 en Islande, est un footballeur international islandais actif de 1973 à 1992 au poste de milieu de terrain. 
Il compte 50 sélections pour 4 buts en équipe nationale entre 1975 et 1985.

## Biographie

### Équipe nationale
Árni Sveinsson est convoqué pour la première fois par le sélectionneur national Anthony Knapp pour un match amical face aux îles Féroé le 23 juin 1975. Il entre à la 5e minute à la place de Karl Hermannsson (victoire 6-0). Lors de sa deuxième sélection, le 7 juillet 1975 contre la Norvège, il marque son premier but en sélection (1-1).
Il reçoit sa dernière sélection, face aux îles Féroé à Akranes, le 12 juillet 1985 (victoire 1-0). 
Il compte 50 sélections et 4 buts avec l'équipe d'Islande entre 1975 et 1985.

## Palmarès
- Avec l'ÍA Akranes : 
  - Champion d'Islande en 1974, 1975, 1977, 1983 et 1984
  - Vainqueur de la Coupe d'Islande en 1978, 1982, 1983, 1984 et 1986
  - Vainqueur de la Supercoupe d'Islande en 1978

- Avec le Stjarnan Garðabær : 
  - Champion d'Islande de D3 en 1988
  - Champion d'Islande de D2 en 1989

## Statistiques

### Buts en sélection
Le tableau suivant liste tous les buts inscrits par Árni Sveinsson avec l'équipe d'Islande.